# Hamamatsu-juku

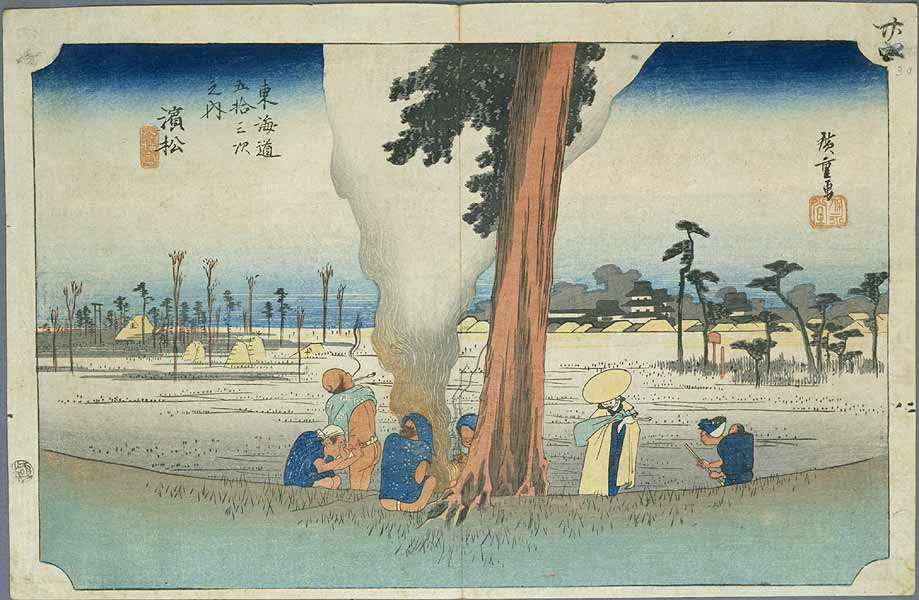
Hamamatsu-juku dans les années 1830, estampe de Hiroshige de la série Les Cinquante-trois Stations du Tōkaidō

Hamamatsu-juku (浜松宿, Hamamatsu-juku) était la vingt-neuvième des cinquante-trois stations (shukuba) du Tōkaidō. Elle est située à Hamamatsu, préfecture de Shizuoka au Japon.

## Histoire
Durant l'ère Tenpō (1830-1844), Hamamatsu-juku était située dans la jōkamachi (ville-château) du château de Hamamatsu. Il y avait à cette époque six honjin et 94 hatago à la disposition des voyageurs, ce qui en faisait la plus grande shukuba (station relais) des provinces de Tōtōmi et Suruga. La station se trouvait alors sur la rive droite de la Tenryū-gawa mais avec le temps, le cours du fleuve s'est déplacé et Hamamatsu-juku en est à présent éloignée d'environ six kilomètres.
La classique estampe ukiyoe d'Ando Hiroshige (édition Hoeido) de 1831-1834 montre une scène rurale avec le château de Hamamatsu et la ville au loin. Un groupe de paysans se réchauffe à un grand feu tandis qu'un voyageur les regarde.